# Philip Morris Forschungspreis
Von 1982 bis 2007 wurde der Philip Morris Forschungspreis in Deutschland ausgeschrieben. Die Vergabe erfolgte bis 1987 direkt durch die deutsche Tochter des Tabakherstellers Philip Morris, ab 1988 von der eigens dafür gegründeten Philip Morris Stiftung. Allein bis 2005 wurden 93 Projekte und über 165 Preisträger ausgezeichnet. Prämiert wurden herausragende wissenschaftliche Arbeiten.
Kritiker hatten der Philip Morris Stiftung vorgeworfen, hinter der vordergründigen Absicht der Wissenschaftsförderung damit in erster Linie die Interessen des Tabakkonzerns Philip Morris zu fördern und insbesondere durch Social Sponsoring das eigene Image aufpolieren zu wollen. Im Jahr 2006 fand eine öffentliche Demonstration gegen den Philip Morris Forschungspreis statt, zu dem sich zahlreiche Gesundheits- und Studierendenorganisationen versammelt hatten. Das Deutsche Krebsforschungszentrum (DKFZ) hatte im Jahr 2005 einen Ethikkodex gegen Sponsoring durch die Tabakindustrie verabschiedet, dem sich zahlreiche wissenschaftliche Einrichtungen anschlossen.

## Preisträger
1983 |
1984 |
1985 |
1986 |
1987 |
1988 |
1989 |
1990 |
1991 |
1992 |
1993 |
1994 |
1995 |
1996 |
1997 |
1998 |
1999 |
2000 |
2001 |
2002 |
2003 |
2004 |
2005 |
2006 |
2007 |
1983: 
- Arnulf Herweg (Analoge Videotechnik)
- Wolfgang Schröder (Biotopforschung)
- Werner Weiland (Familienplanung)
- Eugen Zink (Bodensanierung)

1984: 
- Johann Hinken (Integrierte Hohlleitertechnik)
- Günther W. Jörg (Bodeneffektfahrzeug)
- Barry L. Mordike (Metallrecycling)
- Frederic Vester (Verhaltensforschung)

1985: 
- Ernst Bayer und Mohammed Kutubuddin (Klärschlammrecycling)
- Paul Christian (Emissionstechnik)
- Karl-Heinz Krahn (Lasertechnik)
- Bernd Lüchtrath (Werkstoffentwicklung)

1986: 
- Ralf Hinkel (Lasertechnik)
- German Müller (Dekontamination)
- Erich Pöhlmann und Bernd Stoy (Solartechnik)
- Günter Rochelt (Ultraleichtflugzeugbau)

1987: 
- Hanspaul Hagenmaier (Katalyse von Dioxinen und Furanen)
- Christian Wandrey und Alexander Aivasidis (Abwasserreinigung)
- Jürgen Wolfrum (Verbrennungsforschung)
- Konrad Zuse (Computertechnologie)

1988: 
- Irenäus Eibl-Eibesfeldt (Humanethologie)
- Reinhold Ficht (Motortechnik)
- Anton Heuberger (Röntgenstrahllithografie)
- Ivar Karl Ugi (Computerchemie)

1989: 
- Peter Andresen (Verbrennungsforschung)
- Ludwig Elsbett (Motortechnik)
- Friedhelm Korte (Ökologische Chemie)
- Gerhard Wegner (Polymerchemie)

1990: 
- Karlheinz Ballschmiter (Umweltanalytik)
- Michael Buchstaller, Michael Mohr und Roland Mohr (Computertechnologie)
- Thomas Just (Verbrennungsforschung)
- Klaus von Klitzing (Quantenstrukturbauelemente)

1991: 
- Alex Faller (Reaktionshubschrauber)
- Gundolf Kohlmaier (Ökosystemare Klimaforschung)
- Axel Richter (Mikrosystemtechnik)
- Jürgen Warnatz (Verbrennungsforschung)

1992: 
- Kurt Ammon (Mathematik und Informatik)
- Will Minuth (Zellbiologie)
- Alexander Steinbüchel, Gerhard Gottschalk und Hans Günter Schlegel (Angewandte Mikrobiologie)
- Sándor K. Szabó und Miklós Illés (Ölbrandlöschtechnik)
- Michael Zoche (Motortechnik)

1993: 
- Ursula Erhardt (Quantitative Immunanalytik)
- Norbert Hampp, Dieter Oesterhelt und Christoph Bräuchle (Optische Speichermaterialien)
- Wolfgang M. Heckl (Nanotechnologie)
- Gunter Schänzer (Präzisionsnavigation)

1994: 
- Hans Jürgen Bestmann (Pheromonforschung)
- Harald Fuchs und Thomas Schimmel (Nanotechnologie)
- Wolfgang Heimberg und Wolfram Hellmich (Motortechnik)
- Meinhard Knoll (Mikrosensorik)

1995: 
- Christoph Böhm (Nanotechnologie)
- Peter Schuster (Evolutive Biotechnologie)
- Diethard Tautz (Molekularbiologie)
- Gisbert Winnewisser und Rudolf Schieder (Weltraumforschung)

1996: 
- Markus Böhm (Digitale Bildsensoren)
- Rainer Hintsche (Mikrosensorik)
- Albrecht Melber (Vakuumthermisches Recycling)
- Klaus Möbius, Thomas F. Prisner und Martin Rohrer (Photosynthese-Forschung)

1997: 
- Ernst-Dieter Dickmanns (Kognitive Systemtechnik)
- Klaus Müllen (Molekularelektronik)
- Volker Schönfelder (Compton-Teleskopie)
- Thomas Weiland (Elektrotechnik)

1998: 
- Dietrich W. Bechert (Turbulenzforschung)
- Uwe Hartmann (Nanotechnologie)
- Theodor Hänsch (Quantenoptik)
- Uwe B. Sleytr und Margit Sára (Molekulare Nanotechnologie)
- Jürgen Zürbig (Katalysatortechnik)

1999: 
- Aleida Assmann (Geschichtswissenschaft)
- Wilhelm Barthlott und Christoph Neinhuis (Bionik)
- Jochen Feldmann und Ulrich Lemmer (Photonik und Optoelektronik)
- Michael Schanz, Christian Nitta und Thomas Eckart (Photonik und Optoelektronik)
- Hans-Georg Weber (Optoelektronik und Nachrichtentechnik)

2000: 
- Christophe Boesch (Evolutionäre Anthropologie)
- Peter Eck, Rolf Matzner und Changsong Xie (Telekommunikation)
- Gustav Gerber, Thomas Baumert und Volker Seyfried (Femtosekunden-Laserchemie)
- Theodor Hänsch, Immanuel Bloch und Tilman Esslinger (Atomoptik)

2001: 
- Ralf Baumeister und Karl-Heinz Tovar (Biologie)
- Bernd Roeck (Urbanologie)
- Karin Schütze und Raimund Schütze (Lasertechnologie)
- Erwin Suess (Meeresforschung)

2002: 
- Klaus J. Bade (Migrationsforschung)
- Peter Berthold (Evolutionsbiologie)
- Günter Fuhr (Biotechnologie)
- Oliver G. Schmidt, Karl Eberle und Christoph Deneke (Nanotechnologie)

2003: 
- Horst Kessler (Organische Chemie)
- August-Wilhelm Scheer (Wirtschaftsinformatik)
- Harald Weinfurter und Christian Kurtsiefer (Quantenkryptografie)
- Roland Wiesendanger und Matthias Bode (Magnetische Mikroskopie)

2004: 
- Peter Fromherz (Neuro-Informationstechnologie)
- Karl Martin Menten, Frank Bertoldi und Ernst Kreysa (Astrophysik)
- Bernd Raffelhüschen (Volkswirtschaft)
- Petra Schwille (Biophysik)

2005: 
- Hanns Hatt (Zellphysiologie)
- Ursula Keller (Laserphysik)
- Herfried Münkler (Politikwissenschaft)
- Viola Vogel und Henry Hess (Nanobiotechnologie)

2006: 
- Thomas Carell (Biotechnologie)
- Hannah Monyer (Neurobiologie)
- Bernhard Rieger und Gerrit Luinstra (Anorganische Chemie)
- Joachim Ullrich und Robert Moshammer (Atom- und Molekülphysik, Entwicklung des Reaktionsmikroskops)

2007: 
- Immanuel Bloch (Quantenphysik)
- Sebastian Conrad (Geschichtswissenschaft)
- Patrick Cramer (Biochemie)
- Axel Ockenfels (Wirtschaftswissenschaften)